# Semaeopus scriptilinea
Semaeopus scriptilinea là một loài bướm đêm trong họ Geometridae.